# Языкова, Анна Анатольевна
Анна Анатольевна Языкова (родилась 16 апреля 1987) — российская спортсменка, бронзовая призёрка Универсиады 2013 года по академической гребле.

## Биография
Победительница первенства мира среди юниоров 2006 г., бронзовый призёр первенства мира среди молодёжи 2009 г.,  серебряный призёр чемпионата мира среди студентов 2012 г., неоднократная чемпионка России, победительница Международных соревнований 2013 г.
Участница чемпионата мира 2013 года, где российская лёгкая четвёрка без рулевого была 4-й.
Участница двух чемпионатов Европы. В гонке лёгких двоек становилась 5-й (2009) и 11-й (2010).
Бронзовый призёр Универсиады в Казани в гонке лёгких двоек. За показанные результаты была награждена Благодарственным письмом президента Российской Федерации  Владимира Владимировича  Путина.
Студентка Смоленской государственной академии физической культуры, спорта и туризма.